# Metasomatoza
Metasomatoza (z gr. μετά metá – „prze-; zmiana, przekształcenie” i σῶμα sō̂ma – „ciało”) – proces polegający na częściowym lub całkowitym zastępowaniu pierwotnych substancji skał przez inne składniki chemiczne. Migrujące wzdłuż spękań, uskoków, szczelin substancje chemiczne roztworów lub gazów (wtedy nazywamy proces pneumatolizą) wchodzą  w reakcje z minerałami budującymi skałę, tworząc nowe minerały. Podczas reakcji uwalniają się natomiast inne pierwiastki, które z kolei ulegają migracji. Procesy metasomatyczne powodują niekiedy granityzację skał, czyli upodobnienie się skał do granitów pod względem struktury i składu mineralnego.